# Henry Timrod

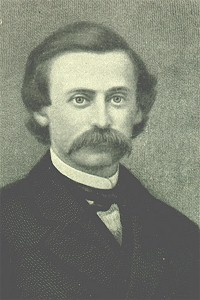
Henry Timrod.

Henry Timrod (8 de diciembre de 1828 - 7 de octubre de 1867) fue un poeta estadounidense, también conocido como El poeta laureado de la Confederación. Nació en Charleston (Carolina del Sur) en una familia de ascendencia alemana (el apellido original de la familia era "Dimroth"). Su padre era oficial del ejército estadounidense durante las guerras Semínolas, y también poeta. Timrod estudió en la Universidad de Georgia pero, debido a una enfermedad al final de sus estudios, regresó a Charleston. Se estableció allí como abogado y planeó empezar a ejercer la profesión. 
Desde 1848 a 1853 envió varios poemas al The Southern Literary Messenger, bajo el pseudónimo de Aglaus, atrayendo la atención por su habilidad literaria. Animado por ello, abandonó el campo de la ley por la escritura y la enseñanza.

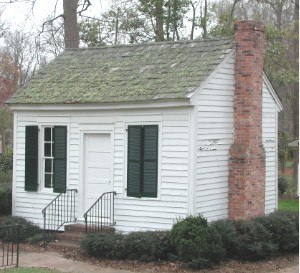
La escuela de Henry Timrod
conservada en el parque Timrod, Florence (Carolina del Sur).

Con el estallido de la guerra civil estadounidense, Timrod regresó a Charleston, publicando sus poemas más conocidos, que llevaron a muchos jóvenes a alistarse al servicio de la Confederación. Entre sus mejores poemas de aquella época están Ethnogenesis, A Cry to Arms, Carolina y Katie. Era colaborador frecuente en el Russell's Magazine y The Southern Literary Messenger.
Actualmente, la poesía de Timrod se incluye en la mayoría de las antologías históricas de poesía estadounidense, y es contemplada como relevante (aunque secundaria) en la literatura americana del siglo XIX.